# Kockurus grandis
Kockurus grandis ist eine ausgestorbene Art der Gliederfüßer (Arthropoda) aus dem unteren Kambrium.

## Merkmale
Die Kopfplatte war halbrund, endete seitlich in kurze Stacheln und hatte einen nicht differenzierten Rand. Das Verhältnis von Länge zu Breite der Kopfplatte betrug zwischen 0,6 und 0,7. Die schmalen Augen lagen dorsal und relativ weit auseinander. Ein zusammenhängender Rumpf wurde nicht gefunden, es wird aber angenommen, dass er aus 14 bis 16 großen Segmenten bestand, die in kurzen pleuralen Stacheln endeten.

## Etymologie
Der Gattungsname Kockurus leitet sich vom Fundort, dem Berg Kočka ab. Das Artepitheton ist das lateinische  Wort grandis und heißt groß.

## Fundort
Es wurden von dieser Art nur 41 unvollständige Exemplare am Berg Kočka im Bridy-Bergland in Tschechien gefunden.

## Systematik
Kockurus grandis zeigt einige Ähnlichkeiten mit dem ebenfalls aus Tschechien stammenden Kodymirus vagans und wird daher nach van Roy 2006 zu den aglaspidida-ähnlichen Gliederfüßern gezählt.